# Marrom e Amarelo
Marrom e Amarelo é um romance brasileiro de 2019 escrito por Paulo Scott. A obra trata das relações raciais no Brasil sob a ótica de dois irmãos negros de tons de pele diferentes. Federico, de pele clara, é cientista social e ativista antirracista; Lourenço, de pele escura, naturaliza o racismo e tenta minimizar o preconceito sofrido.
O romance, narrado em primeira pessoa por Federico, alterna entre dois momentos: o presente (2016), em que ele participa de uma comissão ministerial em Brasília que discute critérios de heteroidentificação para cotas raciais em universidades públicas, e o passado (1984), durante a adolescência do narrador no bairro do Partenon, em Porto Alegre, ano de formação e aquisição de consciência racial.
Marrom e Amarelo foi recebido positivamente pelo público e crítica, sendo considerada uma obra marcante na abordagem de temas como racismo estrutural e colorismo. Venceu os prêmios Machado de Assis, da Biblioteca Nacional, e Açorianos, e foi finalista do Prêmio Jabuti de 2020. Sua versão em língua inglesa (Phenotypes, traduzido por Daniel Hahn), foi finalista do International Booker Prize de 2022.